# Константин Владимирович

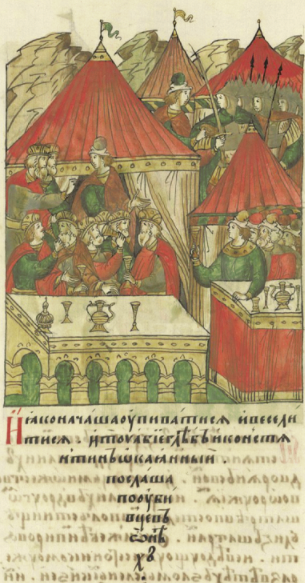
Глеб и Константин посылают за убийцами

Константи́н Влади́мирович (ум. после 1241) — сын Владимира Глебовича, удельный пронский князь.
В 1217 году был пособником своего брата Глеба, созвавшего почти всех своих родичей на съезд в Исадах и коварно умертвивших их у себя на пиру с расчетом завладеть всеми рязанскими землями. Вынужденный бежать к половцам, Константин в 1218 году подходил с ними к Рязани, но был разбит Ингварем Игоревичем и опять бежал к половцам.
(Ф.Б. Успенский уточняет, что хотя князь Константин, согласившийся помогать организатору резни Глебу Владимировичу, именуется его «братом», необязательно, что он был его родным братом (и сыном Владимира Глебовича), а не двоюродным. Отчества этого Константина в источниках не указано).
Далее он долго где-то скитался, а в 1240 году появился на Волыни и помогал сыну Михаила Черниговского, Ростиславу, с которым взял Галич. Вытесненный из этого города Даниилом и Васильком Романовичами, он был послан Ростиславом в Перемышль, к местному «крамольному» епископу, но бежал оттуда при приближении войск Даниила. Дальнейшая судьба его неизвестна. Единственный сын его, Евстафий, жил в Литве и участвовал в войнах Миндовга.